# Abú Nidal
Sabrí Chalíl al-Banná (arabsky صبري خليل البنا‎; květen 1937 Jaffa – 16. srpna 2002 Bagdád), známý také pod přezdívkou Abú Nidál, byl zakladatel Revoluční rady Fatahu, militantní palestinské skupiny známé spíše jako Organizace Abú Nidála (OAN). Na svém vrcholu v sedmdesátých a osmdesátých letech 20. století byla organizace považována za nejkrutější palestinskou skupinu.
Abú Nidál založil Revoluční radu Fatahu v říjnu 1974 po odštěpení od Fatahu vedeného Jásirem Arafatem, frakce v rámci Organizace pro osvobození Palestiny (OOP). Předpokládá se, že Abú Nidál je zodpovědný za teroristické útoky ve 20 zemích, při kterých zahynulo 900 lidí. Mezi nejznámější operace skupiny patří atentát na izraelského velvyslance ve Spojeném království Šloma Argova z roku 1982 a útoky na římském a vídeňském letišti z listopadu 1985.
Zemřel po střelbě ve svém bagdádském bytě v srpnu 2002. Palestinské zdroje uváděly, že byl zabit na příkaz Saddáma Husajna, zatímco irácká vláda tvrdila, že spáchal sebevraždu.

## Osobní život

### Rodina a vzdělání
Sabrí Chalíl al-Banná se narodil v květnu 1937 v Jaffě v tehdejším Britském mandátu Palestina. Jeho otec Chalíl al-Banná vlastnil 6 000 akrů pomerančovníkových hájů mezi Jaffou a Madždal (nyní Aškelon). Rodina žila v přepychu v třípatrovém kamenném domě nedaleko pláže, který později sloužil jako izraelský vojenský soud.
V rozhovoru pro časopis Der Spiegel uvedl, že jeho otec měl 13 manželek, 17 synů a 8 dcer. Josi Melman uvádí, že Sabrí vzešel z manželství s otcovou osmou manželkou.
V roce 1944 nebo 1945 ho otec poslal na Francouzskou kolej svatého Josefa v Jaffě. V roce 1945, když zemřel jeho otec, rodina vykázala jeho matku z domu. Mimo jiné byl kvůli svým bratrům nucen tuto školu opustit a byl nimi zapsán na prestižní soukromou muslimskou školu v Jeruzalémě, kterou navštěvoval asi dva roky.

### První arabsko-izraelská válka
Dne 29. listopadu 1947 se OSN rozhodla rozdělit Palestinu na dva nezávislé státy, arabský a židovský. Kvůli bojům nemohla rodina obchodovat s citrusovými plody, což se výrazně podepsalo na její finanční situaci. Konkrétně v Jaffě byl v důsledku ostřelování Irgunem nedostatek potravin. Podle Melmana měla rodina al-Banná dobré vztahy s židovskou komunitou, přičemž jedním z otcových přátel byl Avraham Šapira, zakladatel organizace ha-Šomer.
Těsně předtím, než izraelská vojska v dubnu 1948 obsadila Jaffu, utekla rodina do Madždalu. O několik dní později byla rodina nucena opět uprchnout, tentokrát do uprchlického tábora Burajdž v Pásmu Gazy, který byl tehdy pod egyptskou kontrolou. Rodina žila devět měsíců ve stanech a byla závislá na Úřadu OSN pro palestinské uprchlíky, který jí dodával základní potraviny. Abú Nidál byl touto zkušeností značně ovlivněn.

### Pobyt v Náblusu a Saúdské Arábii
Rodina se přestěhovala do Náblusu na Západním břehu Jordánu, tehdy pod jordánskou kontrolou. Díky rodinné obchodní minulosti a penězům zde rodina opět začala podnikat. V roce 1955 Abú Nidál dokončil střední školu, vstoupil do arabské nacionalistické strany Baas a začal studovat strojírenství na Káhirské univerzitě, kterou však po dvou letech opustil. V roce 1960 odcestoval do Saúdské Arábie, kde se vyučil malířem a elektrikářem a pracoval jako příležitostný dělník pro společnost Saudi Aramco. Každý rok se vracel do Náblus, aby navštívil svou matku. Během jedné z těchto návštěv v roce 1962 se seznámil se svou ženou, jejíž rodina také uprchla z Jaffy. Z manželství vzešel jeden syn a dvě dcery.

## Politická kariéra

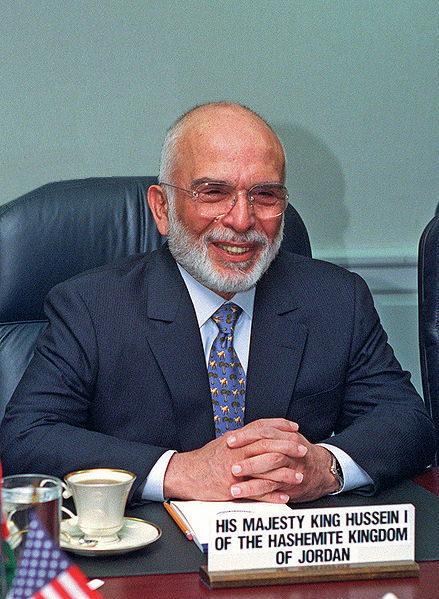
Král Husajn I. v roce 1997

### Impex a Černé září
V Saúdské Arábii pomohl založit malou skupinu mladých Palestinců, kteří si říkali Palestinská tajná organizace. Kvůli této skutečnosti byl propuštěn ze společnosti Saudi Aramco a následně byl saúdskou vládou uvězněn a vyhoštěn. S rodinou se vrátil do Náblusu a vstoupil do Fatahu vedeného Jásirem Arafatem, frakce v rámci Organizace pro osvobození Palestiny. Vykonával příležitostné práce a v politice nebyl nijak aktivní, dokud Izrael v roce 1967 nevyhrál šestidenní válku a nezískal Golanské výšiny, Západní břeh Jordánu a Pásmo Gazy. Podle Josiho Melmana ho tato válka „donutila začít jednat.“
Po přestěhování do jordánského Ammánu založil obchodní společnost Impex, která dodávala Fatahu finanční prostředky. Mimo jiné se zapojil do několika legálních obchodů, díky čemuž se stal bohatým.
Když ho Fatah požádal, aby si zvolil přezdívku, vybral si Abú Nidála dle svého syna Nidála. Ti, kdo ho v té době znali, říkali, že byl dobrým vůdcem, nikoliv partyzánem; během bojů mezi palestinskými fidájínů a jednotkami jordánského krále Husajna I. zůstával ve své kanceláři. V roce 1968 ho Abú Ijád jmenoval zástupcem Fatahu v súdánském Chartúmu a v červenci 1970 byl do stejné funkce jmenován také v Bagdádu. Do Bagdádu dorazil dva měsíce před vypuknutím Černého září, kdy během desetidenních bojů armáda krále Husajna vyhnala palestinské fidájíny z Jordánska. Patrick Seale napsal, že Abú Nidálova nepřítomnost v Jordánsku v tomto období, kdy bylo jasné, že král Husajn se chystá proti Palestincům zakročit, vyvolala v hnutí podezření, že mu jde jen o záchranu sebe samotného.

### První operace

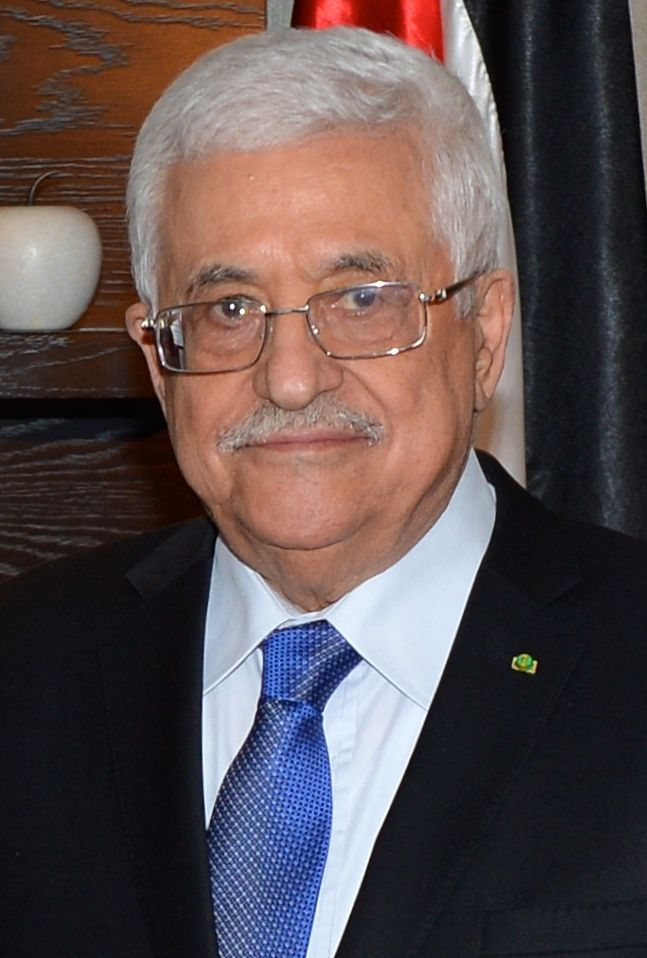
Mahmúd Abbás v roce 2014

Krátce po Černém září začal prostřednictvím své rozhlasové stanice Hlas Palestiny obviňovat OOP ze zbabělosti, protože souhlasila s příměřím s Husajnem I. Během třetího kongresu Fatahu konaného roku 1971 se připojil k palestinskému aktivistovi a spisovateli Nádžímu Allúšovi a Abú Dáúdovi (vůdci skupiny Černé září odpovědné za mnichovský masakr z roku 1972) a vyzval k větší demokracii uvnitř Fatahu a k pomstě proti králi Husajnovi.
V únoru 1973 byl Abú Dáúd v Jordánsku zatčen za pokus o atentát na krále Husajna, což vedlo k první operaci Abú Nidála. Dne 5. září 1973 vniklo pět ozbrojenců na saúdské velvyslanectví v Paříži, vzali 15 rukojmích a pohrozili, že pokud nebude Abú Dáúd propuštěn, vyhodí budovu do povětří. Ozbrojenci o dva dny později odletěli letadlem společnosti Syrian Airways do Kuvajtu a následně do Rijádu, přičemž vyhrožovali, že rukojmí vyhodí z letadla. Dne 8. září se ozbrojenci vzdali a rukojmí propustili. Abú Dáúd byl propuštěn z vězení o dva týdny později; Patrick Seale napsal, že kuvajtská vláda zaplatila králi Husajnovi za jeho propuštění 12 milionů dolarů.
V den útoku se v Alžíru sešlo 56 hlav států na čtvrté konferenci Hnutí nezúčastněných zemí. Podle Seala si útok na saúdské velvyslanectví objednal irácký prezident Ahmad Hasan al-Bakr, kterému vadilo, že konferenci hostí Alžírsko. Mimo jiné také napsal, že jeden z únosců přiznal, že mu bylo řečeno, aby byl s letadlem ve vzduchu, dokud konference neskončí.
Operace byla provedena bez souhlasu Fatahu. Abú Ijád (Arafatův zástupce) a Mahmúd Abbás (pozdější prezident Palestinské autonomie) odletěli do Iráku, aby Abú Nidála upozornili, že braní rukojmích poškozuje hnutí. Podle Abú Ijáda jeden irácký úředník na schůzce prohlásil: „Proč útočíte na Abú Nidála? Ta operace byla naše! Požádali jsme ho, aby ji pro nás připravil.“ Abbás se rozzuřil a spolu s ostatními delegáty OOP schůzku opustil. Seale napsal, že od tohoto momentu považovala OOP Abú Nidála za osobu ovládanou iráckou vládou.

### Vyloučení z Fatahu
V listopadu 1973 (těsně po jomkipurské válce) unesla Arabská nacionalistická mládežnická organizace (předchůdce Organizace Abú Nidála) let KLM 861. V reakci na to Arafat v březnu nebo červenci 1974 vyloučil Abú Nidála z Fatahu.
V říjnu 1974 Abú Nidal založil Revoluční radu Fatahu. V listopadu téhož roku ho soud Fatahu v nepřítomnosti odsoudil k trestu smrti za pokus o atentát na Mahmúda Abbáse. Íránská vláda předala Abú Nidálovi majetek Fatahu v Iráku, včetně výcvikového tábora, farmy, novin, rozhlasové stanice, pasů, zahraničních stipendií a čínských zbraní v hodnotě 15 milionů dolarů. Mimo jiné dostával pravidelnou pomoc v podobě asi 150 000 dolarů a jednorázovou pomoc 3–5 milionů dolarů.

## Organizace Abú Nidála (OAN)

### Charakterizace organizace
V průběhu své existence nesla skupina několik názvů: Revoluční rada Fatahu, Palestinské hnutí za národní osvobození, Černý červen, Černé září, Revoluční arabské brigády, Revoluční organizace socialistických muslimů, Egyptská revoluce, Revoluční Egypt, al-'Asifa (název používaný také Fatahem), al-Iqáb a Arabská nacionalistická mládežnická organizace.
Skupina měla až 500 členů, vybraných z mladých mužů žijících v palestinských uprchlických táborech a v Libanonu, kterým byl slíben dobrý plat a pomoc při péči o jejich rodiny. Členové byli posíláni do výcvikových táborů v té zemi, kde se zrovna nacházela OAN (Sýrie, Irák nebo Libye), a poté organizováni do malých buněk. Jakmile se do buněk dostali, nesměli už odejít. Seale napsal, že členové byli požádáni, aby sepsali své životní příběhy, a poté podepsali papír, že souhlasí s popravou, pokud se zjistí, že mají vazby na zpravodajské služby. Skupina měla také noviny s názvem Filastín al-Thawra, které pravidelně oznamovaly popravy zrádců. Abú Nidál se domníval, že do skupiny pronikli izraelští agenti.

### Výbor pro revoluční spravedlnost
V 70. a 80. letech se objevovaly zprávy o čistkách. V Libanonu a Libyi bylo zabito přibližně 600 členů skupiny, z toho 171 během jedné noci v listopadu 1987. Desítky členů v Sýrii byly uneseny a zabity v uprchlickém táboře Badáwí. Většinu rozhodnutí o čistkách přijal Abú Nidál.